# 平和共存
平和共存（へいわきょうそん、peaceful coexistence）とは、冷戦期に示された考え方の一つであり、資本主義陣営に属する国と共産主義陣営に属する国は共存しうるとするもの。 

## 概要
第二次世界大戦後にヨーロッパの没落にともなって世界の超大国となったアメリカ合衆国とソビエト連邦はイデオロギーの相違などから対立を深めて冷戦構図を形成させた。この段階では資本主義と共産主義は共存できないという考えが有力であった。しかしヨシフ・スターリンの死後にソ連共産党内で台頭したニキータ・フルシチョフは、1956年のソ連共産党第20回大会において「平和共存」の姿勢を示した。これは、前年にアメリカのドワイト・D・アイゼンハワー大統領とソ連のニコライ・ブルガーニン首相らによってスイスのジュネーヴで行われた4巨頭会談の流れを継承するもので、資本主義と共産主義の共存であり、具体的にはアメリカ合衆国及び北大西洋条約機構諸国と、ソビエト連邦及びワルシャワ条約機構諸国が共存しうることを示したものであった。1959年にフルシチョフがアメリカを訪問してキャンプ・デービッド会談を行ったことも、こうした流れの上にあった。

## 背景
「平和共存」が示された背景としてはソ連国内の事情としてはスターリンの死去もあるが、その他に核開発競争が核戦争の恐怖を高めさせたことや、それに伴う巨額な軍事費の負担などが挙げられる。また、第1回アジア・アフリカ会議（1955年）が開催されたように、第三世界が台頭してきたことも指摘することができる。その点でこの頃第三勢力としてインドと接近していた中華人民共和国にとっては、この「平和共存」が米ソ主導の国際秩序を強化するものと映った。また中華人民共和国を承認せず台湾の蔣介石政権を支持するアメリカ合衆国に接近するソ連に対する反発も生じた。こうして中ソ両国は中ソ論争・中ソ対立と称される対立関係へと向かい、1969年には中ソ国境紛争まで引き起こすに至った。

## 21世紀における平和共存
冷戦終結以降、世界はアメリカによる一極支配のもとに置かれた（パクス・アメリカーナ）。アメリカは日本などの西側諸国に軍を駐留させ、政治的にも自らに従属させて覇権を維持していた。しかし21世紀に入り、ロシアが大国への復活を志向し、豊富な天然資源で増強した国力を背景に、アメリカによる一極支配を批判するようになった。ロシアは中華人民共和国・ベネズエラといった社会主義国、そして反イスラエルと言う理由で元々反米的なイランやシリアといったイスラム教国と友好を深めている。特にロシアと中華人民共和国は軍事力の強大化を急速に進めており、アメリカに対抗しようとしている。中東屈指の軍事力を誇るイランもまた核開発やミサイル開発を進め、アメリカと対峙しようとしている。アメリカによる一極支配構造は中露の強大化、インド・ブラジルなど発展途上国の大国の台頭、アメリカ合衆国の双子の赤字、親密な同盟国である日本とイギリスの弱体化、中東問題（特にパレスチナ問題）などの要因で限界を迎えつつあると指摘されている。
ソビエト連邦第4代最高指導者のニキータ・フルシチョフは、失脚後作成した回想録の中で、「今や世界は二つの陣営に分断され、互いが相手を絶滅させるための手段の開発にエネルギーを消費している。しかし、戦争は避けることができる。核の時代においては、平和共存こそが唯一の合理的選択なのだ」と語っている。